# Emirat de Zamfara
L'emirat de Zamfara fou un regne (s. XI-1805), més tard emirat de Nigèria a l'estat de Zamfara.

## Regne haussa
Zamfara fou una de les antigues ciutats estat haussa com Kano, Katsina, Gobir, Kabi i Zaria (Nigèria). S'estén fins a la corba del riu Rima al nord, i a l'oest del riu Kaura al sud-oest. Zamfara es va establir al segle xi i va florir fins al segle xvi com una ciutat estat. La seva capital va ser Dutsi que va seguir la sort del regne. Molts reis i reines van regnar a Dutsi incloent Bakurukuru; Dakka; Kakai; Dudufaru; i Yargoje. La reina Yargoje va pujar al tron i va regnar del 1310 fins a 1350. Més tard es va traslladar la capital del regne de Dutsi a una àrea més estratègica i adequada a Kuyambana, una zona de bosc espès al sud-oest de Dutsi. La següent capital fou Birnin Zamfara.
La caiguda de l'Imperi Songhai a mans d'Àhmad al-Mansur a la batalla de Tondibi en 1591 va deixar un buit de poder a gran part de l'Àfrica central, que van propiciar l'establiment de sultanats hausa, destacant els sultanats de Gobir, i l'Emirat de Kebbi a la vall del riu Rima i l'Emirat de Zamfara, que guerrejaven entre ells fent batudes d'esclaus, i per finançar la guerra constant, van imposar impostos elevats als seus ciutadans.
A principis del 1700, els Gobirawa van ser expulsats de la regió d'Asben pels tuaregs del Sultanat d'Agadez i van començar a establir-se pacíficament a Zamfara on foren acollits com a guerrers útils, concedint-los terres de conreu. Cap al 1715 Zamfara, aliada amb Gobir i Agadez, es va revoltar contra Muhammadu dan Giwa, senyor de Kebbi i dominador de l'est de les terres haussa, fent retrocedir les seves forces fins al riu Gulbin Ka i capturant al rei.
La relació entre Gobir i Zamfara es va deteriorar aviat després que Soba de Gobir assetgés Zabarma durant tres anys, saquejant a gran escala. Els Gobirawa van iniciar una campanya de tres anys, saquejant terres fins a Ilorin, a la terra ioruba, i després d'una sèrie d'èxits militars, Soba va dirigir les seves forces per atacar Katsina a mitjans del segle XVIII assetjant set anys a la ciutat de Maradi, que finalment va fracassar i entretant Agadez va atacar Goran Rami, la capital de Gobir i els Zamfarawa van acudir en ajuda de Gobir. A l'empara de la nit, aixecant el setge. Cap al 1756 Birnin Zamfara fou destruida pel regne de Gobir, reubicant la capital cap al sud. La capital va estar temporalment, en diferents moments, a Kiyawa, Morai, Sabon Gari i finalment Anka, on una nova capital permanent va ser construïda a la segona meitat del segle xix. Abans de la guerra fulani, el regne de Zamfara era un poder que es recolzava amb en l'assentament socio-geogràfic de la terra Haussa. Zamfara tenia molts centres de comerç i d'erudició que van atreure a molts estudiosos com la ciutat de Yandoto.

## Emirat
Quan la gihad dirigida per Usman Dan Fodio va esclatar el 1804, Zamfara es va convertir en part del califat de Sokoto i va esdevenir la base des de la que els jihadistes van llançar les seves campanyes contra Gobir i Kebbi. La seguretat disponible a Zamfara va fer pujar la seva importància estratègica en l'apreciació del líder jihadista, Sheikh Usman Dan Fodio. Així que quan va decidir escapar de l'assetjament constant de Kebbi i Gobir, va anar al territori de Zamfara amb els seus seguidors i es va establir a Sabongari (Sabon Gari) on el Sarkin Zamfara, Abarshi (1805-1815) ja havia establert feia algun temps una caserna amb guarnició des d'on lluitava contra Gobir i Kabi (Kebbi). Una nova capital va ser establerta a Anka en la segona meitat del segle xix.
Dins el territori del regne Zamfara d'aquest període, hi va haver residents d'altres tribus i comunitats ètniques. Aquests incloïen petits grups d'assentaments fulani dispersos per tot l'Imperi, especialment a Zurmi, Bungudu, Jabaka i Jangeru. Hi havia katsinawas al voltant de la frontera oriental a Yandoto [Govern local de Tsafe], garewas a Kwatarkwashi i Tsafe; i burmawas a Bakura. Aquests grups ètnics es van assentar al costat dels zamfarawa i amb el temps van interactuar lliurement i fins i tot es van casar.
Després de la gihad, alguns lloctinents claus del Shehu van ser nomenats per administrar parts del regne i se'ls va donar banderes verdes. El cap del clan Alibawa, Abu Hamid, va ser nomenat Sarkin Zamfara. Va ser enviat a Zurmi. A Sambo Dan Ashafa, el fundador de Gusau se li va donar al conjunt de Katsina occidental i el títol de Sarkin Katsina; Ibrahim Zundami fou Sarkin Fulani a Bungudu. Namoda fou Sarkin Kiyawa, amb seu a Kaura Namoda, mentre que el títol Banaga va ser conferit a Dadi, un adar fulani resident a Maru. Durant aquest temps, Zamfara va seguir sent molt poderosa en la història del Sudan occidental malgrat les convulsions polítiques que van ocórrer. El Sarkin Zamfara va governar a Anka i els seus virreis a Talata Mafara, Bukkuyum i Gummi.
Durant l'època colonial, Zamfara va ser encara considerada com semiautònoma per les administracions successives. Aquesta va ser la raó per la qual un Auxiliar Division Officier (Oficial Auxiliar de la Divisió ADO), estava estacionat a Gusau per fer-se càrrec de la sub-tresoreria i altres oficines zonals administratius establerts a la ciutat. La llavors autoritat nativa (NA) de Sokoto tenia oficines per supervisar l'administració de la zona i les principals van ser desplegades a Gusau per supervisar a la NA. Sir Ahmadu Bello, el Sardauna de Sokoto i el primer i únic primer ministre de la ja extingida Regió Septentrional de Nigèria, va estar a Gusau el 1938 per dirigir i supervisar totes les oficines de la NA a la ciutat; la casa, en la qual Ahmadu Bello va residir, anomenada Gidan Sardauna, es conserva encara a l'àrea al voltant de Kanwuri a Gusau. Durant tot el període colonial britànic, la ciutat emergent de Gusau es va convertir en un important centre comercial i administratiu amb les xarxes viàries i ferroviàries passant per allí.
El 1962, el poble de Zamfara com una entitat buscava una autoritat nativa separada, però aquest desig no fou concedit fins passats més de 21 anys. Amb la creació dels estats durant l'administració del general Gowon, l'emirat de Zamfara es va convertir en part de l'estat del Nord-oest (North-West State), i posteriorment de l'estat de Sokoto fins a l'1 d'octubre de 1996 quan es va crear l'estat de Zamfara.

## Sarkin Zamfara (reis de Zamfara)
- s. XI - .... Diversos reis hausses
- .... - .... Usuman dan Muhammadu na Makaka
- 1715? Babba dan Muhammadu na Makaka
- 17.. - 17.. Yaqubu dan Babba
- 17.. - 17.. Jirau dan Babba
- 17.. - 1734 Faskare dan Yaqubu
- 1734 Babba dan Jirau
- 1734 - 1739 Yaqubu dan Faskare
- 1739 - 1741 Gigama dan Yaqubu
- 1741 - 1748 Malo dan Yaqubu
- 1748 - 1754 Gado dan Gigama
- 1754 - 1764 Maroki dan Malo
- 1764 - 1804 Annexionat per Gobir
- 1804 - 1805 Dan Bawa dan Gado

## Sarkin Zamfara (emirs de Zamfara)
- 1805 - 1815 Abarshi dan Maroki
- 1815 Fari dan Maroki
- 1815 - 1824 Dan Bako dan Abarshi
- 1824 Dan Gado dan Abarshi
- 1824 - 1825 Abdu Tukudu dan Fari
- 1825 - 1829 Abdu Fari dan Abarshi
- 1829 - 1853 Abu Bakar Bawan Adam dan Dan Bako
- 1853 - 1877 Muhammadu Dan Gigala dan Dan Bako
- 1877 - 1896 Hasan dan Muhammadu Dan Gigala
- 1896 - 1899 Muhammadu Farin Gani dan Abi Bakar Bawan Adam
- 1899 - 1904 Abd Allahi Gado dan Muhammadu Dan Gigala
- 1904 - 1916 Abdu Caccabi dan Muhammadu Dan Gigala
- 1916 - 1928 Muhammadu Katar dan Hasan
- 1928 - 1946 Muhammadu Fari dan Muhammadu Farin Gani
- 1946 - 19.. Ahmadu Barmo dan Maynassara - Zamfara Zurmi -
- 1976 - 2002 Muhammadu Maynassara
- 2002 -. Atiku Dangalatima